# Frederic Brewster Loomis
Frederic Brewster Loomis (Brooklyn, 22 de noviembre de 1873 - Sitka, 28 de julio de 1937) fue un paleontólogo estadounidense. Estudio en el Amherst College y en la Universidad Ludwig Maximilian de Munich. Desarrolló toda su carrera profesional en Amherst College. Su especialidad fue la paleontología de vertebrados. Muchos de los fósiles que descubrió durante su extenso trabajo de campo todavía se exhiben en el Museo de Historia Natural Beneski de la ciudad de Amherst. Fue miembro de la Academia Estadounidense de Artes y Ciencias, miembro de la Sociedad Geológica de América y presidente de la Sociedad Paleontológica de Estados Unidos.

## Temprana edad y educación
Loomis nació el 22 de noviembre de 1873 en Brooklyn, Nueva York, era hijo de Julie R. Brewster y Nathaniel H. Loomis, un hombre de negocios que dirigía almacenes de productos agrícolas en la ciudad de Nueva York. En marzo de 1877, cuando tenía 4 años su padre murió de rabia contraída por una mordedura de perro. Más tarde, la familia se mudó a Rochester, también en Nueva York, donde asistió a la Rochester Free Academy y luego a Canandaigua Academy, que entonces era una escuela privada para niños. El interés de Loomis por la paleontología data de esta época, cuando dedicaba su tiempo libre a recolectar fósiles de invertebrados.
En 1892 Loomis ingresó al Amherst College, donde se unió a la fraternidad Phi Delta Theta. Después de graduarse en 1896 permaneció en Amherst durante un año como asistente de investigación en biología. En el otoño del año siguiente ingresó en la Universidad Ludwig Maximilian de Munich, para estudiar con Karl Alfred von Zittel. Allí obtuvo su doctorado en 1899.

## Carrera

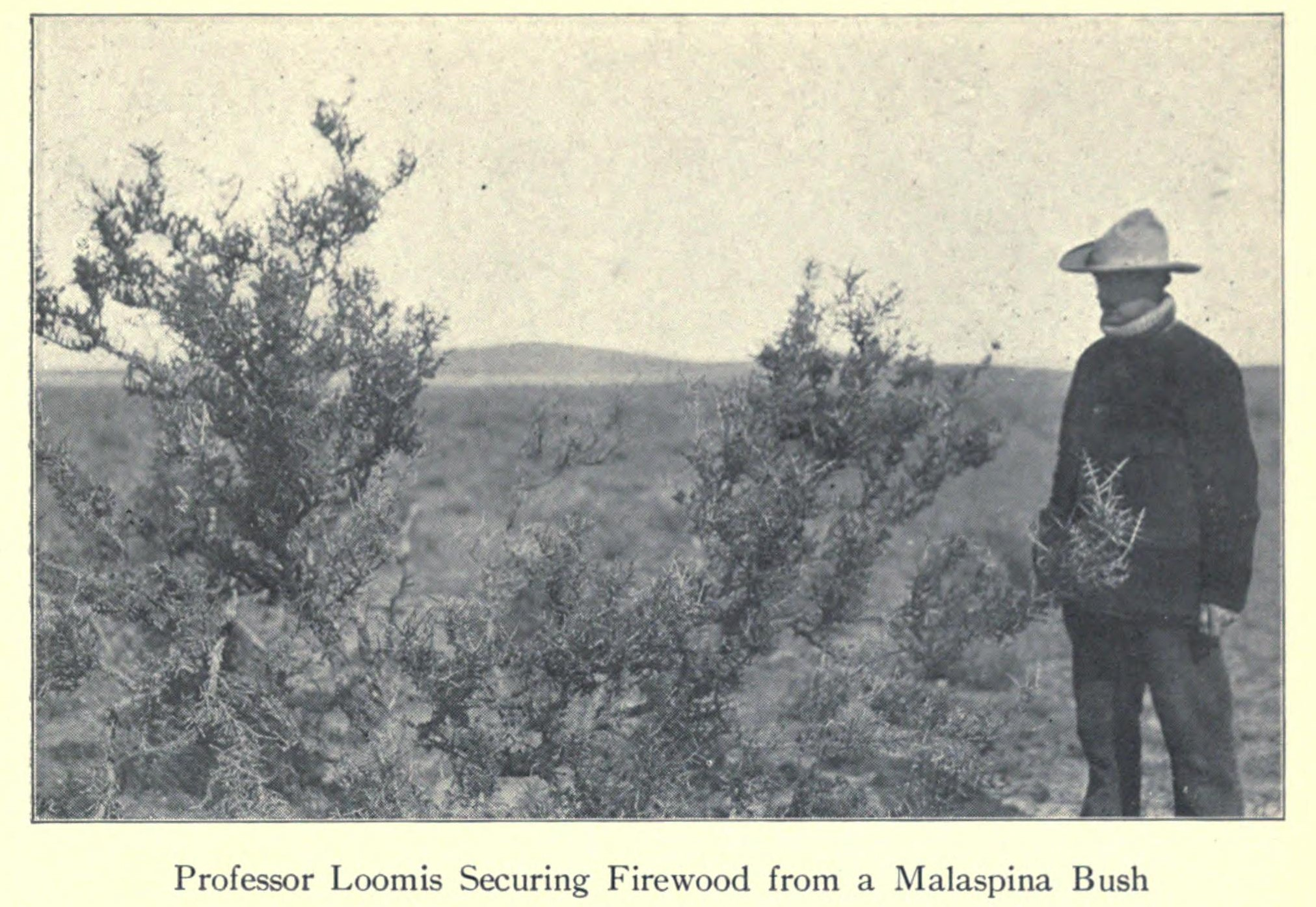
Profesor Loomis junto con una mata de malaspina en la Patagonia central.

Después de obtener su doctorado, Loomis regresó a los Estados Unidos, nuevamente a Amherst, donde permaneció en la facultad hasta su muerte. Primero fue Instructor en el Departamento de Biología. Allí fue nombrado posteriormente, Profesor Asociado de Biología en 1903, Profesor de Anatomía Comparada en 1908 y Profesor de Geología en 1917. También se desempeñó como Vicepresidente del Colegio y ocupó este cargo al momento de su muerte.
Loomis fue principalmente un paleontólogo de vertebrados, por lo que la mayor parte de sus investigaciones publicadas se centran en esta área. Fue muy activo en el trabajo de campo. En particular, una expedición de 1911 a la Patagonia central (Argentina) que fue financiada por la Loomis's Amherst Class de 1896. A partir de esta expedición publicó dos libros, uno de ellos con el relato del viaje y otro con los análisis y los resultados de las piezas que recolectó. Durante este viaje pudo obtener varios fósiles notables del mamífero extinto Pyrotherium. 
También exploró áreas de las Montañas Rocosas, Florida y Maine, y regresó a Amherst con fósiles de vertebrados, incluidos Eohippus, mastodontes y mamuts. Estos se unieron a la colección del museo de historia natural de Amherst, conocido hoy como el Museo Beneski de Historia Natural. Loomis consideró el museo como su mayor logro, y sus contribuciones todavía se exhibían allí casi un siglo después.
Fue elegido miembro de la Sociedad Geológica de América en 1909 y miembro de la Academia Estadounidense de Artes y Ciencias en 1917. También participó activamente en la Sociedad Paleontológica, desempeñándose como su presidente en el año 1920.
El Museo de Ciencias de Springfield en Springfield, Massachusetts, presenta una exhibición que incluye un hueso recolectado inicialmente en Nuevo México en 1924 durante una de las 17 expediciones dirigidas por Loomis. La exposición incluye fotografías de Loomis en una de sus expediciones.

## Muerte
El 28 de julio de 1937, mientras pescaba con su esposa, Florence (Calhoun) Loomis, y sus hijos frente a la costa de Sitka, Alaska, Loomis sufrió una hemorragia cerebral y murió.
Fue enterrado en el cementerio Wildwood en Amherst, Massachusetts.